# 55 Рака b
55 Рака b или Галилей — экзопланета в созвездии Рака, газовый гигант. Расположена в планетарной системе солнцеподобной звезды 55 Рака (HD 75732).